# Росохацьке
Росохацьке (пол. Rosochackie, нім. Albrechtsfelde; until 1927: Rosochatzken) — село в Польщі, у гміні Олецько Олецького повіту Вармінсько-Мазурського воєводства.
Населення — 182 особи (2011).
У 1975-1998 роках село належало до Сувальського воєводства.

## Демографія
Демографічна структура станом на 31 березня 2011 року:
|          | Загалом | Допрацездатний вік | Працездатний вік | Постпрацездатний вік |
| -------- | ------- | ------------------ | ---------------- | -------------------- |
| Чоловіки | 91      | 13                 | 69               | 9                    |
| Жінки    | 91      | 22                 | 54               | 15                   |
| Разом    | 182     | 35                 | 123              | 24                   |